# Phrynocephalus forsythii
Espèce
Phrynocephalus forsythii est une espèce de sauriens de la famille des Agamidae.

## Répartition
Cette espèce est endémique du Xinjiang en République populaire de Chine.

## Étymologie
Cette espèce est nommée en l'honneur de Thomas Douglas Forsyth (1827–1886).

## Publication originale
- Anderson, 1872 : On some Persian, Himalayan, and other Reptiles. Proceedings of the Zoological Society of London, vol. 1872, p. 371-404 (texte intégral).